# 다윈즈 게임
다윈즈 게임(일본어: ダーウィンズゲーム, Darwin's Game)은 FLIPFLOPs가 쓰고 그린 일본 만화 시리즈이다. 2012년 12월부터 2023년 10월까지 아키타 쇼텐의 별책 소년 챔피언 매거진에 연재되었다. Nexus (애니메이션 제작사)가 제작한 TV 애니메이션 시리즈로 2020년 1월부터 3월까지 방영되었다.

## 전제
17세 고등학교 2학년인 스도 카나메는 친구의 온라인 초대를 수락하여 다윈즈 게임이라는 앱 게임을 플레이한다. 게임을 플레이하는 사람들에게는 플레이어마다 다른 능력인 인장(Sigil)이 부여된다. 끊임없는 살인과 정복이 벌어지는 이 게임에 갇힌 카나메는 게임을 클리어하고 게임 마스터를 찾아 죽이기로 결심한다.
게임 마스터는 다중 우주의 많은 사람 중 하나이며 더 좋은 방법이지만 실제로 자비 롭다는 것이 시리즈 후반에 밝혀졌다. 그리드(Greed)라고 불리는 괴물들이 세계에 침투하여 사람들을 잡아먹고 대체하며 아마겟돈을 계속해서 일으키고 있다. 다윈의 게임은 챔피언을 훈련시켜 그들을 제거하도록 고안되었다.

## 같이 보기
- 고양이신 팔백만